# Dalibor Mihaljević
Dalibor Mihaljević (...) è un ex giocatore di football americano serbo, che ha giocato nel ruolo di defensive lineman.